# Katrine Buchhave Andersen
Katrine Buchhave Andersen (født 1981) er en dansk litteraturkritiker og forfatter, uddannet fra Forfatterskolen i 2005.
Hun er medlem af redaktionen på tidsskriftet Banana Split.
Buchhave Andersen er optaget af kønstematikker. Hun betjener sig ofte af feministiske læsninger og såkaldte queer-læsninger i sin litteraturkritik.

## Udgivelser
- Eva- et styk vestlig hjerne – med kvaps i knolden fx, Anblik, 2007 (Roman)

## Eksterne link
- Forfatterprofil på Anblik (Webside ikke længere tilgængelig)
- Katrine Buchhave Andersen på Forfatterweb.dk